# Teoria Pământului plat

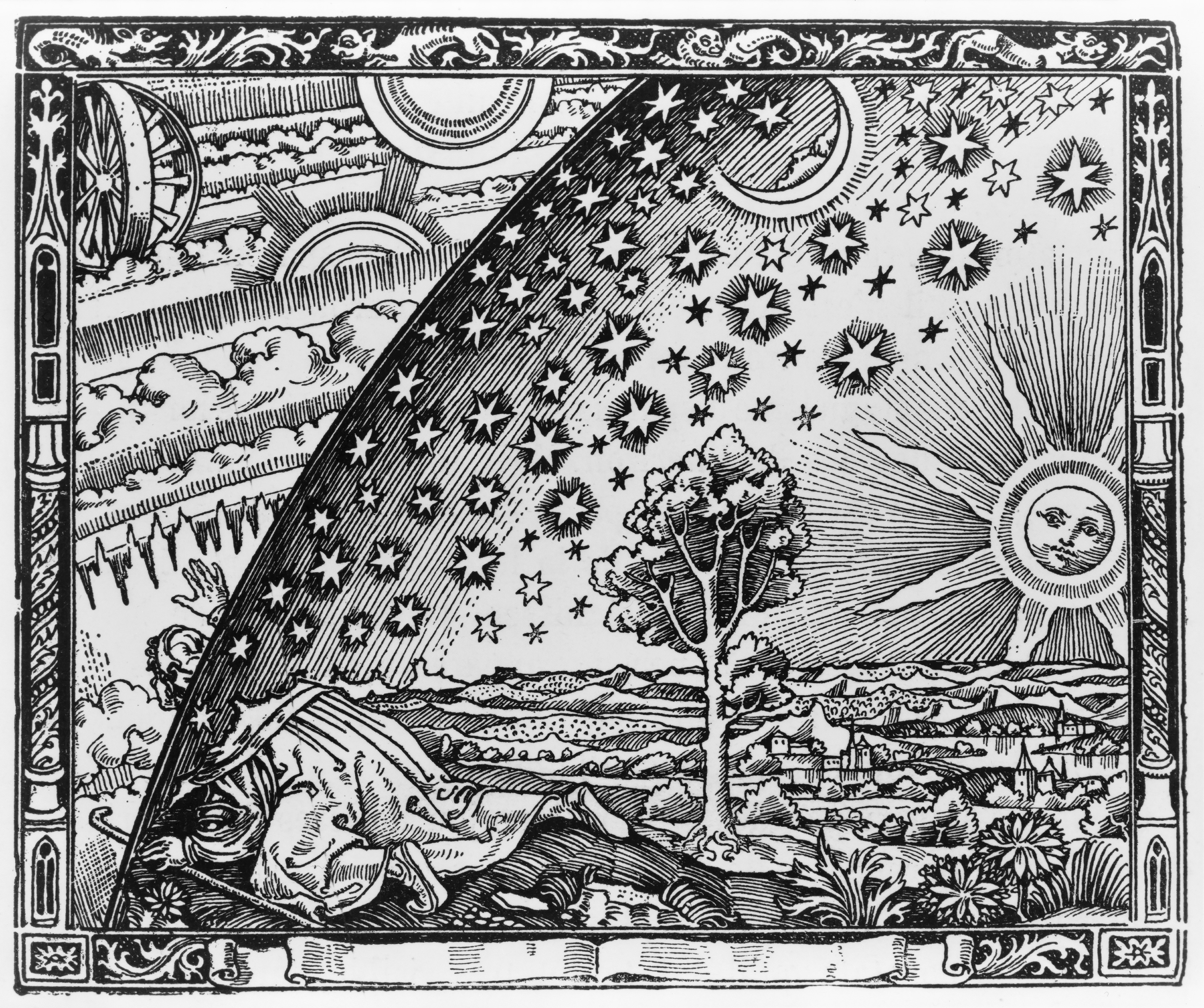
Gravura lui Flammarion (1888) care descrie un călător care ajunge la marginea unui Pământ plat și care își trece capul prin firmament.

Teoria pământului plat este o concepție arhaică conform căreia Pământul ar avea forma unui plan sau a unui disc. Multe culturi antice au creat cosmografii în care Pământul era considerat plat, inclusiv Grecia antică până în perioada clasică , civilizații ale Orientului Apropiat din epoca bronzului și epoca fierului până în perioada elenistică, în India până în perioada Gupta (primele secole d.Hr.) și în China până în secolul al XVII-lea. De asemenea, Pământul era/este considerat plat în culturile aborigene din America. Noțiunea de Pământ plat care se întinde un vast “firmament” acoperit de o cupolă era comună în societățile pre-științifice. 
Ideea unui Pământ sferic a apărut în filozofia greacă odată cu Pitagora (secolul al VI-lea î.Hr.), deși cei mai mulți presocratici au păstrat modelul Pământului plat. Aristotel a furnizat probe empirice pentru forma sferică a Pământului în jurul anului 330 î.Hr. Apoi, ideea Pământului sferic a început să se răspândească treptat dincolo de lumea elenistică.
În epoca modernă, teoriile pseudo-științifice ale pământul plat au fost asumate de Flat Earth Society și, din ce în ce mai mult, de către indivizi neafiliați care folosesc media de socializare.

## Teorii moderne
Teoriile moderne ale Pământului plat, cum ar fi cele îmbrățișate de societățile moderne ale Pământului plat sunt etichetate în mod obișnuit drept pseudoștiință.
În 1947, Klaas Dijkstra a afirmat că Pământul este plat, afirmație pe care a susținut-o până la moartea sa în 1969. Conform teoriei sale, Pământul este un disc rotund plat care are la marginea sa un zid din gheață - acestă zonă fiind considerată Polul Sud.  Dijkstra a numit Polul Sud ca "zona de apatie", lumea se termină acolo, aerul este subțire și busola nu funcționează corect. Polul Nord se află în centrul Pământului plat al lui Dijkstra.